# 동아종합환경
동아종합환경(Dong Ah Environment Industries)은 대한민국의 조경 및 건설업체이다.
최원영이 경영하고 있는 예음그룹의 계열사이다.

## 연혁
- 1974년 5월 9일: 회사설립
- 1982년: 조경공사업 면허 취득
- 1992년 5월: 천곡동 동아아파트 준공
- 1992년 6월: 계열분리 (동아그룹)
- 1993년 12월: 용인 이동 동아아파트 준공
- 1996년 11월: 창동 동아아파트 준공
- 1997년 8월: 서울 문정동 동아아파트 준공
- 1998년: 부도 발생 및 폐업

## 주요 사업
- 동해 천곡 동아아파트
- 용인 이동 동아아파트
- 창동 동아아파트
- 문정 동아아파트
- 조경공사업
- 종합목재업

## 소송
1996년 3월 동아건설은 사명이 유사하고 동종업종이라는 이유로 자사의 로고, 명칭 등을 승인없이
사용하고 있어 서비스표 침해금지 가처분을 서울지방법원에 제출했다. 동아건설은
신청서에서 원고는 1985년 이래 부평, 분당, 평촌등 신도시와 전국 주요도시에 동아아파트 명칭으로 수천세대를 건축, 분양하면서
명성을 쌓아왔고, 피고측이 아파트를 건설하면서 무단으로 동아그룹 로고와 "동아" 명칭등 자사의 서비스표를 사용하고 있고 이를 홍보에 이용함으로써 서비스표를 침해하는 부당경쟁행위를 하고 있다며 말했다.

## 같이 보기
- 동아그룹